# Tranvia Napoli-Portici-Torre del Greco
La tranvia Napoli-Portici-Torre del Greco, compresa fra la ferrovia Napoli-Salerno e la Circumvesuviana, rappresentò, tra la fine dell'Ottocento e la prima metà del Novecento, una fondamentale e capillare infrastruttura di collegamento a servizio dell'area ai piedi del Vesuvio denominata miglio d'oro.
Elettrificata e integrata nella rete urbana negli anni venti, la linea principale era dotata di numerose diramazioni; sopravvissuta con difficoltà alle devastazioni conseguenti alla seconda guerra mondiale, a partire dagli anni cinquanta fu progressivamente smantellata; gli ultimi servizi, limitati all'area urbana di Napoli, vennero soppressi nel 1980.

## Storia
Fra le linee concesse alla Société Anonyme de Tramways Napolitains (SATN) figurava una tranvia a cavalli da costruirsi lungo la via del mare che da Napoli conduceva a Torre del Greco attraverso i comuni di Portici e di Resina (poi Ercolano), il cui tracciato sarebbe risultato più interno e capillare rispetto a quello della ferrovia Napoli-Portici e che avrebbe integrato due diramazioni per San Giorgio a Cremano e Bellavista.

### Sviluppo della rete sotto la gestione SATN
La sezione urbana di tale tranvia era costituita dal tratto già concesso alla SATN dopo che quest'ultima era subentrata a Ladislao Paridant, il quale aveva ottenuto tale concessione nel 1875 dal Comune di Napoli. Tale tratto terminava presso il ponte della Maddalena, ove allora era posto il confine daziario. Il servizio venne inaugurato il 28 agosto 1876 e strutturato in maniera atipica, con le corse da piazza San Ferdinando (in seguito rinominata piazza Trieste e Trento) al confine detto "dei Granili", in via Reggia di Portici, effettuate con normali vetture omnibus, cui venivano sostituite le ruote per proseguire in modalità tranviaria fino a Portici.

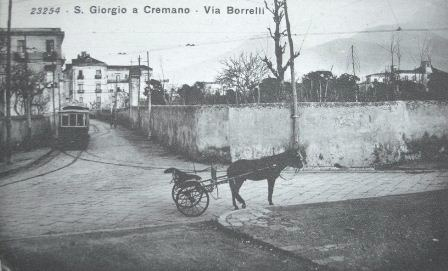
Rara cartolina che raffigura il capolinea di via Borrelli

Il prolungamento della linea risale al 25 gennaio 1879, con l'inaugurazione della tratta da Portici a Resina e a Torre del Greco realizzata dalla SATN dopo un complesso iter di rinnovo della convenzione con la Provincia di Napoli. Poco tempo dopo fu attivata la diramazione per San Giorgio a Cremano, che si dipartiva dalla località Croce del Lagno.

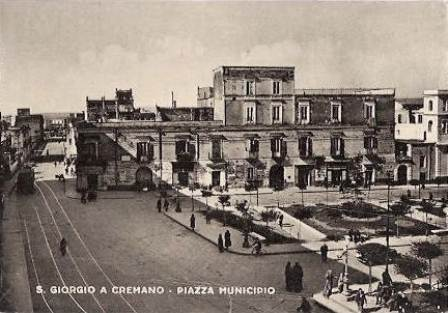
San Giorgio a Cremano - Piazza Municipio

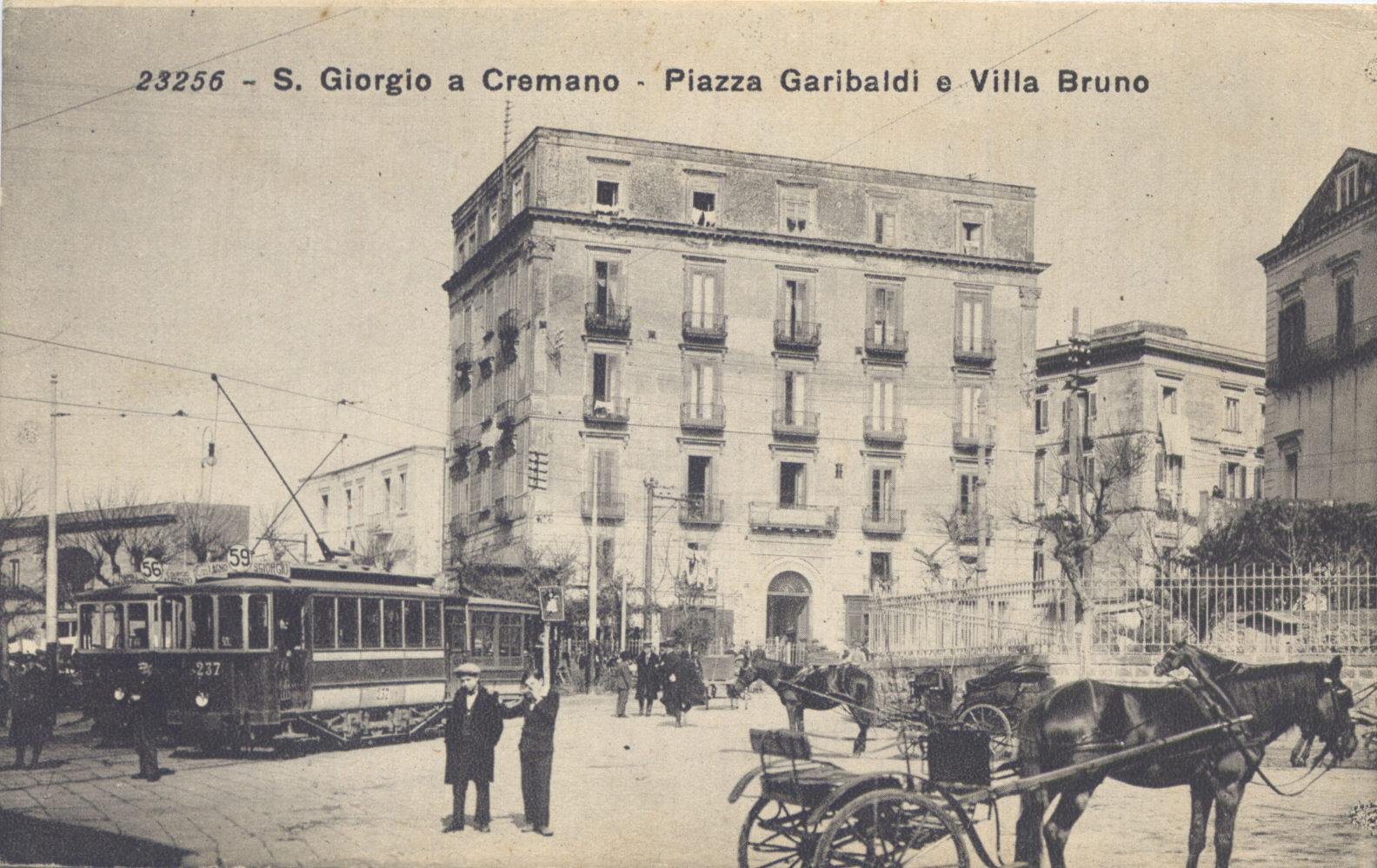
San Giorgio a Cremano - Piazza Garibaldi

Nel 1902 iniziò la conversione alla trazione elettrica, in virtù della nuova convenzione stipulata nel 1891. In tale anno, il 17 febbraio, venne inaugurata, già con tale sistema, la diramazione per San Giovanni a Teduccio e Barra.
Il 22 settembre 1903 i tram elettrici giunsero a San Giorgio a Cremano, mentre il 6 agosto 1904 venne ufficialmente inaugurata la diramazione da Portici, all'altezza di largo La Riccia, per Bellavista e Pugliano; in quest'ultima località venne servita la stazione inferiore della ferrovia Pugliano-Vesuvio per poi raggiungere il capolinea a Trentola, località posta nella parte alta di Resina.
Sempre nel 1904, a settembre, la linea di Barra venne ulteriormente prolungata verso San Giorgio, unendosi alla preesistente tramvia in località Borrelli. Il 10 novembre, il tram arrivò a Torre del Greco, grazie al prolungamento concesso da tale comune, per raggiungere il definitivo nuovo capolinea di piazza del Popolo.
Le linee extraurbane SATN dirette ai comuni vesuviani vennero così numerate:
- Linea 24 (54 dal 1911/12): Museo - Portici
- Linea 25 (55 dal 1911/12): Napoli (via Municipio) - Torre del Greco
- Linea 26 (56 dal 1911/12): Napoli (via Municipio) - San Giorgio a Cremano
- Linea 27 (57 dal 1911/12): Napoli (via Municipio) - Bellavista - Pugliano
- Linea 28 (58 dal 1911/12): Napoli (via Municipio) - Barra

### Cambi di amministrazione
Con l'estendersi dei confini comunali, che portarono all'inglobazione delle località periferiche, furono realizzati ulteriori collegamenti urbani, che sfruttavano la rete preesistente, costituiti dalle linee 17 (Sanità – Croce del Lagno), 29 (Ponti Rossi – Barra) e 34 (Ferrovia – Ponticelli, prolungamento dell'originaria 28).
Nel 1919 l'esercizio urbano venne assunto dal Comune di Napoli e scorporato da quello extraurbano, rimasto in concessione alla SATN fino al giugno 1927, quando anch'esso viene affidato all'azienda comunale.
L'intera rete tranviaria, con eccezione di quella gestita dalla Société Anonyme des Tramways Provinciaux (SATP), passò in gestione all'Ente Autonomo Volturno il 1º gennaio 1931. A tale data le linee "vesuviane" risultavano così numerate:
- Linea 54: Piazza Dante - Portici
- Linea 55: Piazza Municipio - Torre del Greco
- Linea 56: Piazza Municipio - San Giorgio a Cremano
- Linea 57: Piazza Municipio - Trentola
- Linea 58: Portici - Trentola
- Linea 59: Croce del Lagno - San Giorgio a Cremano

Sotto l'Ente Autonomo Volturno vennero rinnovati alcuni impianti presso i capolinea di Torre del Greco e Portici, acquisite nuove elettromotrici tranviarie e ampliato il deposito di San Giovanni a Teduccio.
Gli avvenimenti legati alla seconda guerra mondiale portarono pesanti distruzioni a veicoli e impianti, che imposero la sospensione del servizio tranviario, che non venne ripristinato prima della fine del 1946.

### Il dopoguerra e la soppressione

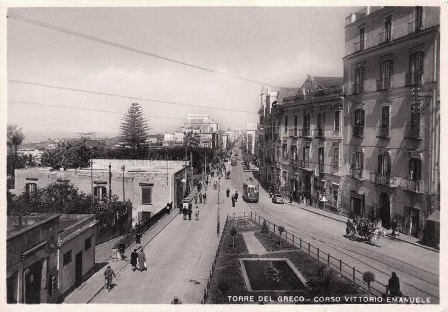
Torre del Greco - Corso Vittorio Emanuele

Il 24 settembre 1947 l'intera rete tranviaria venne ceduta alla neocostituita Azienda autofilotramviaria del Comune di Napoli (ATAN), che avviò un piano di eliminazione dei tram dal centro cittadino; dal 18 aprile 1950 il percorso di 34, 55, 56 e 57 venne attestato alla stazione ferroviaria, mentre le linee 53 e 54 risultavano terminare a piazza Dante.
I disagi per i viaggiatori provenienti dall'area vesuviana accrebbero, parallelamente all'istituzione di autolinee e filovie parallele alla tranvia, avvenuta fra il 1950 e il 1957, e il progressivo arretramento anche dei capolinea periferici; la linea venne dapprima attestata in piazza San Ciro a Portici (capolinea del 54/55) e in seguito, con la soppressione della linea 57 avvenuta nel 1958, a Croce del Lagno ed infine presso il deposito di San Giovanni. Rimasero così in esercizio le sole linee 56, che utilizzava il raccordo Barra-Borrelli-San Giorgio, e 59, limitata alla tratta San Giorgio-Croce del Lagno.
Gli ultimi atti nella storia della rete furono la chiusura della 56, avvenuta nell'aprile del 1963, e delle relazioni da piazza Vittoria e da Poggioreale a Borrelli (4 e 29), interrotte in seguito al terremoto del 1980 e attestate al deposito di San Giovanni come linee urbane 2 e 4.

## Caratteristiche tecniche
|  | Unused urban continuation backward | Unknown route-map component "uexKBHFa" |  |  |

|  | Unknown route-map component "uexABZg+l" | Unknown route-map component "uexSTRr" |  |  |

|  | Urban head station, unused through track |

|  | Unknown route-map component "uABZgl+l" | Unknown route-map component "uCONTfq" |  |  |

|  | Urban straight track |  | Continuation backward |  |

| Unknown route-map component "STR+l" | Unknown route-map component "umKRZo" | Transverse track | Unknown route-map component "KRZo" |  |

| Straight track | Urban straight track |  | Station on track |  |

| Straight track | Urban straight track | Unused urban continuation backward | Straight track |  |

| Straight track | Unknown route-map component "ueABZgl+l" | Unknown route-map component "uexABZgr+r" | Station on track |  |

| Straight track | Urban straight track | Unknown route-map component "uexBHF" | Straight track |  |

| Straight track | Urban end station, unused through track | Unused straight waterway | Straight track |  |

| Station on track | Unused straight waterway | Unused straight waterway | Station on track |  |

| Straight track | Unused straight waterway | Unknown route-map component "uexBHF" | Straight track |  |

| Straight track | Unused straight waterway | Unused straight waterway | Station on track |  |

| Straight track | Unused straight waterway | Unknown route-map component "uexBHF" | Straight track |  |

| Station on track | Unknown route-map component "uexABZgl" | Unknown route-map component "uexSTRr" | Straight track |  |

| Straight track | Unused straight waterway |  | Station on track |  |

| Straight track | Unused straight waterway | Unknown route-map component "STR+l" | One way rightward |  |

| Straight track | Unused straight waterway | Station on track |  |  |

| Straight track | Unknown route-map component "uexABZgl" | Unknown route-map component "emKRZu" | Unused transverse waterway | Unknown route-map component "uexSTR+r" |

| Straight track | Unknown route-map component "uexBHF" | Straight track |  | Unknown route-map component "uexBHF" |

| Straight track | Unused straight waterway | Station on track |  | Unused straight waterway |

| Station on track | Unused straight waterway | Straight track |  | Unused straight waterway |

|  | Straight track | Unknown route-map component "uexBHF" | Station on track | Unknown route-map component "exKBHFaq" | Unknown route-map component "uexmKRZu" | Unknown route-map component "exCONTfq" |

| Straight track | Unused straight waterway | Straight track |  | Unknown route-map component "uexKBHFe" |

| Straight track | Unused straight waterway | Station on track |  |  |

| Straight track | Unused straight waterway | Station on track |  |  |

| Station on track | Unknown route-map component "uexKBHFe" | Station on track |  |  |

| Continuation forward |  | Continuation forward |  |  |

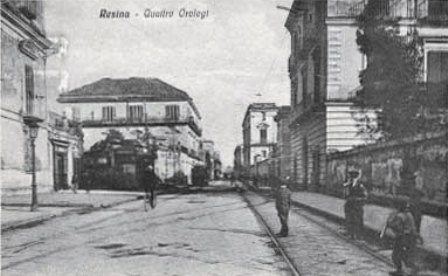
Resina - Via Quattro orologi

La tranvia, elettrificata a 600 V cc e dotata di scartamento tranviario ordinario pari a 1.445 mm, si sviluppava interamente in sede stradale.
La sezione Portici-Torre del Greco venne in origine armata con rotaie di sezione rettangolare di 8 cm ancorate su piastre di ferro; la linea era a binario unico con quattro raddoppi lungo il percorso per l'incrocio delle vetture; nel corso degli anni anche tale tratta fu uniformata agli standard dell'intera rete napoletana, con l'impiego delle classiche rotaie a gola tipo Phoenix.
La linea principale, che aveva capolinea a Torre del Greco, nella centrale piazza del Popolo (poi piazza Luigi Palomba), si sviluppava lungo l'asse viario costituito da corso Garibaldi e corso Resina; quest'ultimo toponimo rappresenta l'antico nome di Ercolano.
A partire da Napoli si incontravano le seguenti diramazioni:
- la linea per Barra, che aveva il nodo principale nel triangolo di via Borrelli, si diramava subito prima del deposito di San Giovanni a Toduccio, seguendo via Protopisani; tale diramazione venne in seguito collegata con quella proveniente da San Giorgio a Cremano;
- la diramazione per San Giorgio a Cremano si distaccava a sua volta all'altezza della stazione di Pietrarsa-San Giorgio a Cremano seguendo via Benedetto Croce. Il capolinea sorgeva nell'allora piazza Garibaldi, poi piazza Massimo Troisi, di fronte alla villa Vannucchi;
- la linea per Portici, diramatasi all'altezza di largo Riccia, seguiva via Armando Diaz e, superata la ferrovia Circumvesuviana, piegava verso sud-est all'altezza di piazza Bellavista (poi piazza Poli), per seguire poi la direttrice costeggiata di ville che la conduceva nelle adiacenze della stazione di Resina, che sorgeva poco a nord rispetto a quella costruita in seguito all'interramento della citata linea ferroviaria e che risultava in comune con la ferrovia del Vesuvio, il cui binario era sottopassato da quello tranviario. Il capolinea era situato nell'allora frazione di Resina denominata Trentola.

## Materiale rotabile
Per l'esercizio sulla linea vesuviana e sulle sue diramazioni, nel corso della storia di questa travagliata rete, venne utilizzato prevalentemente materiale urbano, in virtù dell'accorpamento delle reti effettuato nel 1927.
L'EAV acquisì peraltro, per questo specifico servizio, alcune motrici interurbane a carrelli del tipo Peter Witt che furono impiegate sulle linee 53, 54 e 55.